# Букет лилий
«Букет лилий» — ювелирное яйцо, одно из пятидесяти двух императорских пасхальных яиц, изготовленных фирмой Карла Фаберже для русской императорской семьи. Оно было создано в 1899 году для императора Николая II и подарено на Пасху его супруге, императрице Александре Фёдоровне. В настоящий момент яйцо находится в музее Оружейной палаты в Москве и остаётся одним из немногих яиц Фаберже, не покидавших пределы России.

## Дизайн
«Букет лилий» является одним из крупных яиц Фаберже. Яйцо сделано в виде старинных французских часов времён Людовика XVI. Яйцевидные часы на прямоугольной подставке декорированы прозрачной жёлтой эмалью по гильошированному фону и накладным узором из цветного золота, увенчаны букетом белых лилий, выполненных из халцедона и золота. Циферблат с 12-ю римскими цифрами, украшенными алмазами, покрыт белой эмалью. Стрелка часов сделана в виде стрелы Амура, выпущенной из лука.
Яйцо увенчано букетом так называемых лилий Мадонны, которые вырезаны из оникса. Букет из лилий прорастает сквозь венок из золотых роз. Яйцо сочетает язык цветов, который часто использовали в то время: розы символизируют любовь, лилии — чистоту и невинность; и факелы Купидона, которые превращаются в растительные завитки, символизируя семейную любовь.

## Сюрприз
В настоящее время сюрприз утерян, но по ранним фотографиям яйца запечатлен рубиновый кулон с розой из бриллианта.